# Псевдотуморозный панкреатит
Псевдотуморозный панкреатит — обобщенное название заболеваний поджелудочной железы, которые сопровождаются увеличением размеров поджелудочной железы и сдавлением близ расположенных органов.
Причины увеличения поджелудочной железы самые разнообразные: кистозные образования, аденомы ПЖ, аутоиммунный панкреатит (АИП), «бороздковый» (groove) панкреатит, липоматозная псевдогипертрофия ПЖ, ксантогранулёматозный панкреатит, инфекционные, паразитарные поражения ПЖ и другие.